# フユボダイジュ

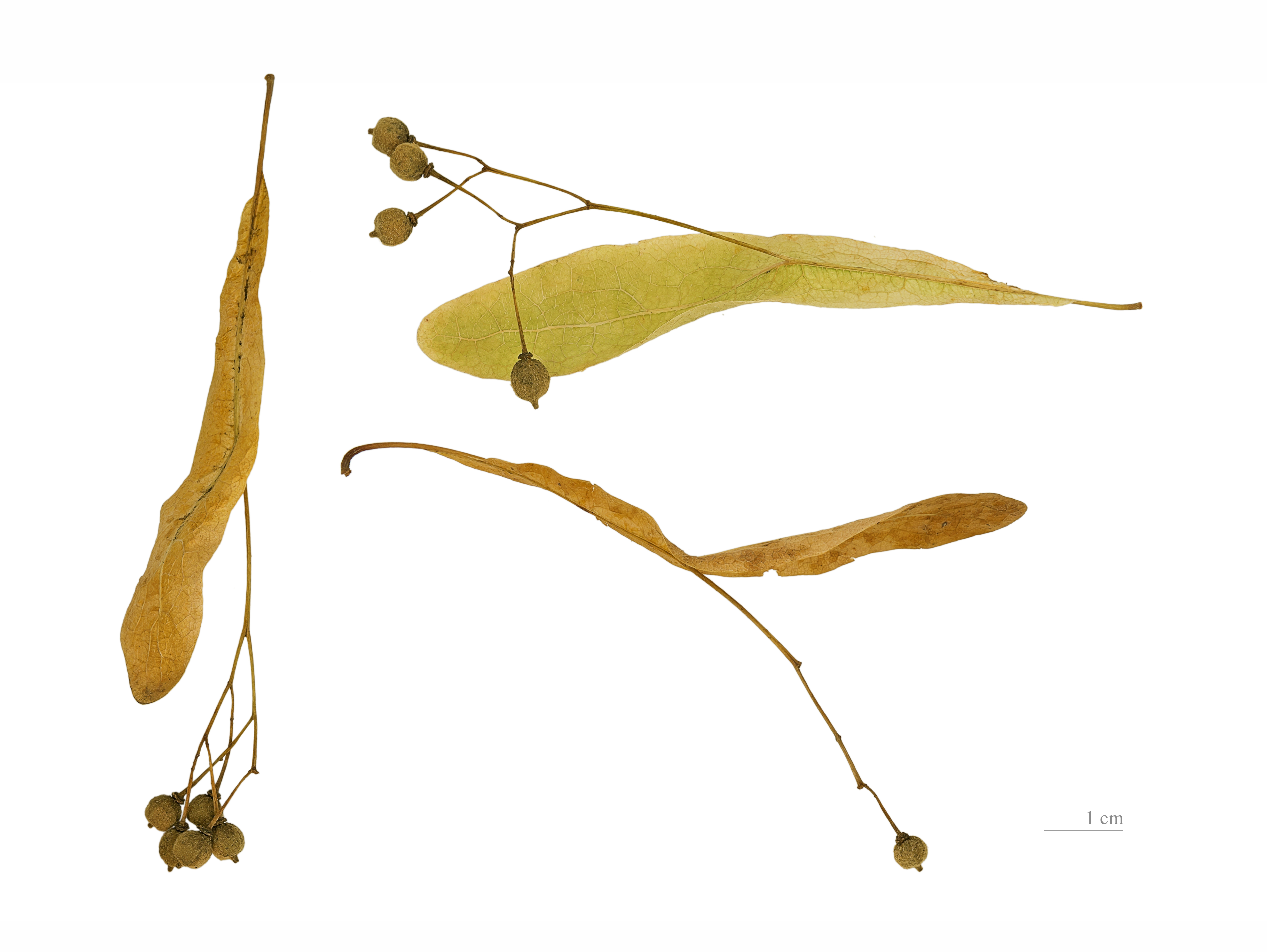
Tilia cordata

フユボダイジュ（冬菩提樹、学名：Tilia cordata Mill.）とはシナノキ科シナノキ属の植物の一種。

## 分布
ヨーロッパからコーカサスに分布する。

## 特徴
落葉高木。高さ30mに達する。葉はナツボダイジュのような有毛は少なくざらつきはない。
葉は長さ5cm程度と小さく、葉や花はハーブとして用いられるほか、茶の代用品としても利用されている。